# Писаревы
Писаревы — дворянский род.
При подаче документов (24 декабря 1685) для внесения рода в Бархатную книгу была предоставлена родословная роспись Писаревых, жалованные грамоты на поместья в Коломенском уезде: Василия II Семёну Писареву на село Приданое (1441), подтвердительная грамота на данное село Ивана III (1464) и пожалование Ивана III Захару, Дмитрию, Брюку, Фёдору и Ивану — детям Семёна Писаря — на село Захарьинское с подтверждением Василия III (1510); жалованные вотчинные грамоты: Фёдору Семёновичу Писареву на его вотчину — деревню Козье (1522), и Ивану Семёновичу Писареву на его вотчину — деревню Мальцевское в Городском стане Коломенского уезда (1522).

## Происхождение и история рода
Происходит, по сказаниям древних родословцев, от литовского выходца Семёна Писаря, выехавшего в Москву к великому князю Василию Васильевичу и пожалованного поместьем в Коломенском уезде (1441). При походе великого князя на Коломну был на конюшне у коня стряпчий конюх Ивашко Писарев (1552). Роман Никитич Писарев — посланник в Крым (1533). Алексей Фёдорович Писарев — воевода в Невеле (1678).
Род Писаревых внесён в VI часть родословных книг губерний Калужской, Московской, Тамбовской и Тульской.
В Боярских книгах записаны Иванчины-Писаревы, Горяиновы-Писаревы и Скорняковы-Писаревы.

## Скорняковы-Писаревы
Скорняковы-Писаревы — отрасль рода Писаревых. У родоначальника были сыновья: Иван по прозванию Иванчин, от него пошли Иванчины-Писаревы и Никита. У Никиты Семеновича был внук Иван Григорьевич по прозванию Скорняков, от него пошли Скорняковы-Писаревы. Из его потомков Семен Семенович был воеводою в Ольшанске. Петр Иванович убит Стенькой Разиным (1671). Многие Скорняковы-Писаревы служили в XVII веке стольниками и стряпчими. К этому роду принадлежал Григорий Григорьевич Скорняков-Писарев. Род Скорняковых-Писаревых пресёкся в конце XVIII века и был внесён в VI часть родословной книги Тульской губернии.

#### Герб Скорняковых-Писаревых
В Гербовнике Анисима Титовича Князева имеется печать с гербом Александра Петровича Скорнякова-Писарева: в щите, имеющем красное поле и овальную форму с каймой, изображена, вертикально, фигура золотой реки с золотым лапчатым крестом сверху на фигуре. Щит увенчан дворянской короной (дворянский шлем отсутствует). Нашлемник: два буйволовых рога, между которыми лев с поднятым хвостом, обращённый вправо. Вокруг щита фигурная виньетка. Внизу щита орденский лапчатый крест.

## Известные представители
- Писарев Лачин — воевода в Черни (1617).
- Писарев Иван Григорьевич — воевода в Туле (1625), в Ельце (1631), в Лебедяне (1632—1634).
- Писарев Лаврентий Иванович — воевода в Ливнах (1626—1627), в Ельце (1629—1631).
- Писаревы: Фёдор Петрович, Мирон и Лаврентий Ивановичи, Меньшой Фёдоров, Иван Денисович, Осип и Иван Лачиновичи, Аталык Никитич — каширские городовые дворяне (1627—1629).
- Писарев Иван Онуфриевич — воевода в Епифани (1636—1639).
- Писарев Григорий Иванович — воевода в Талецком (1650).
- Писарев Логин Семенович — воевода в Верхососенском (1651).
- Писарев Семен Семенович — воевода в Ольшанске (1653).
- Писарев Алексей — воевода в Невеле (1664—1666), в Кашире (1668).
- Писарев Анисим Михайлович — воевода в Гремячем (1677).
- Писарев Богдан Иванович — стольник, воевода в Козлове (1686).
- Писаревы: Афанасий Иванович, Дмитрий Владимирович, Елизарий и Емельян Ивановичи, Иван Борисович, Семен Авксентьевич, Тимофей Максимович. Юрий Алексеевич — стольники (1680—1692).
- Писаревы: Авксентий и Семен Ивановичи, Андрей Дорофеевич, Анисим Аталыкович, Евсевий Матвеевич, Лукьян и Максим Ивановичи, Семен Дружинин — московские дворяне (1669—1692)[6][7].
- Писарев Александр Александрович (1780—1848) — генерал-лейтенант, литератор и поэт.
- Писарев Пётр Константинович (17 декабря 1874 — 22 декабря 1967) — генерал-лейтенант; участник Первой мировой войны и Белого движения; первопоходник; начальник сводно-гренадерской дивизии гарнизона Царицына (1919 год); комендант Севастополя (1920 год); возглавлял Союз добровольцев по противодействию немецкому оккупационному режиму. Из дворян Войска Донского, сын есаула Константина Ивановича Писарёва, казак станицы Иловлинской 2-го Донского округа (в настоящее время р.п. Иловля Волгоградской области).
- Писарев Александр Васильевич — казак, урядник, хуторской атаман (1900—1907) хутора Ребриков станичный атаман (1909—1912) станицы Аржановская, Аржановский юрт, Хоперский округ, Области Войска Донского (в настоящее время — Алексеевский район Волгоградской области).
- Писарев Иван Александрович (19..-1945) — старший лейтенант УОС-32 ГРК, участник Великой Отечественной войны, награжден медалью «За оборону Кавказа», призван на военную службу из г. Михайловка Сталинградской (Волгоградской) области, прошел всю войну, погиб после подписании договора о капитуляции Германии в конце июня-июле 1945г (предположительно в районе города Нейзальц, Восточная Пруссия (в настоящее время — город Нова-Суль, Польша). Остались дочь Таисия (врач-невролог), дочь Раиса (учитель) и сын Александр (инженер-механик).
- Писарев Митрофан Александрович, участник Великой Отечественной войны, закончил в 1928г медицинский факультет Саратовского университета, майор медицинской службы, военврач 2 ранга, награжден медалью «За Победу над Германией», медалью «За оборону Советского Заполярья», медалью «В память 800-летия Москвы». Работал врачом в Узбекистане, зав. горздравотделом в г. Самарканд, начальником лечебного управления Узбекистана, врачом-невролог в МСЧ завода и в НИИ АМН СССР неврологии в г. Москве. Свою будущую жену повстречал на фронте в 1943г, она пришла добровольцем-медсестрой из блокадного Ленинграда. Первый сын, Александр (впоследствии сотрудник Минздрава СССР), родился на фронте. Второй, Владимир (профессор, доктор медицинских наук) после окончания ВОВ.
- Писарев Александр Иванович (1803—1828) — литератор.
- Писарев Дмитрий Иванович (1840—1868) — русский публицист, литератор, литературный критик.
- Скорняковы-Писаревы: Семён Иванович, Семён Петрович, Семён Семёнович, Иван Никитин — каширские городовые дворяне (1627—1629).
- Скорняков-Писарев Иван Григорьевич — московский дворянин (1627—1636).
- Скорняковы-Писаревы: Пётр Иванович, Пётр Андреевич, Григорий Нефедьевич — московский дворянин (1662—1692).
- Скорняковы-Писаревы: Фёдор и Иван Парфеньевичи, Иван Иванович, Иван и Алексей Афанасьевичи — стряпчие (1692).
- Скорняковы-Писаревы: Степан Елисеевич, Фёдор Акинфеевич, Василий Афанасьевич — стольник (1686—1692)[6].

## Примечание
1. ↑  Сост: А. В. Антонов. Родословные росписи конца XVII века. — Изд. М.: Рос.гос.арх.древ.актов. Археогр. центр. Вып. 6. 1996 г. Писаревы. стр. 263—264. ISBN 5-86169-011-1 (Т.6). ISBN 5-028-86169-6.
2. ↑  Разрядные дьяки XVI века. Н. П. Лихачев. С-Петербург. Типография В. С. Балашева. 1888 г. стр. 349.
3. ↑  Н.Булычов. Калужская губерния. Список дворян, внесенных в дворянскую родословную книгу по 1-е октября 1908 года и перечень лиц, занимавших должности по выборам дворянства с 1785 года. — Калуга: Типо-Литография Губернского Правления, 1908. — С. 235. — 444 с. Архивировано 27 января 2022 года.
4. ↑  Сост. граф Александр Бобринский. Дворянские роды, внесенные в Общий Гербовник Всероссийской Империи: в 2-х т. — СПб, тип. М. М. Стасюлевича, 1890. Автор: Бобринский, Александр Алексеевич (1823—1903). Часть I. Писаревы. стр. 508.
5. ↑  Сост. А. Т. Князев. Гербовник Анисима Титовича Князева 1785 года. Издание С. Н. Тройницкий 1912 г. Ред., подгот. текста, послесл. О. Н. Наумова. — М. Изд. «Старая Басманная». 2008 г. Скорняковы-Писаревы. стр. 171. ISBN 978-5-904043-02-5.
6. 1 2  Алфавитный указатель фамилий и лиц, упоминаемых в Боярских книгах, хранящихся в I-ом отделении московского архива министерства юстиции, с обозначением служебной деятельности каждого лица и годов состояния, в занимаемых должностях. М., Типогр: С. Селивановского. 1853 г. Писаревы. стр. 320. Скорняковы-Писаревы. стр. 378.
7. ↑  Чл.археогр.ком. А. П. Барсуков (1839—1914). Списки городовых воевод и других лиц воеводского управления Московского государства XVII столетия по напечатанным правительственным актам. — СПб. тип М. М. Стасюлевича. 1902 г. Писаревы. стр. 539. ISBN 978-5-4241-6209-1.